# إرهاب في الصدى
إرهاب في الصدى (باليابانية: 残響のテロル، بالروماجي: Zankyō no Teroru) (زانكيو نو تيرورُ) ويُعرف أيضا باسم الإرهاب في طوكيو في اليابان. هو مسلسل انمي تلفزيوني ياباني اُنتج بواسطة استوديو مابا. كتب القصة شينيتشيرو واتانابي، مع مصمم الشخصيات كازوتو ناكازاوا وألحان يوكو كانو. بدأ عرض الانمي على قناة تلفزيون فوجي في فقرة نويتامينا في 10 يوليو عام 2014، وانتهى العرض الاسبوعي في 25 سبتمبر عام 2014، في مجموع 11 حلقة مدة كل واحدة 25 دقيقة تقريبا.
تدور قصة المسلسل حول بطلين هما 9 و 12 اللذان يحاولان الانتقام من السلطة اليابانية التي سمحت لمؤسسة علمية أمريكية إجراء تجارب على الأطفال في المياتم اليابانية التي هرب منها 9 و 12 لكرههم الحبس الذي كانا فيه فبعد التجارب التي أجريت على الأيتام مات جميع الأطفال إلا طفلة واحدة وهي 5 فتم نقلها إلى أمريكا لتربى هناك ومن ثم يتم تجميدها في الأمن الأمريكي ثم دخلت التحقيق في قضية السفينكس اليابانية التي فجرت 3 منشآت حكومية بدون أذاً بشري وسرقوا الطاقة النووية من الحكومة اليابانية.

## القصة
تم ضرب طوكيو في هجوم الإرهابي دمر المدينة. الدليل الوحيد من الجناة هو شريط فيديو غامض رُفع على يوتيوب قبل إي عمل إرهابي والذي اثار الذعر في انحاء اليابان. دون أن تعلم السلطات ان العقول المدبرة الارهابية الملقبين بـ«أبو الهول» (ス ピ ン ク ス Supinkusu) هما مجرد طفلان باسم تسعة واثنا عشر يُفترض انهما غير موجودين من الاساس، الا انهما يحاولان إيقاظ العالم بخطط الدمار البشعة وباصابع على الزناد.

## الشخصيات

### الشخصيات الرئيسية
- تسعة (ナイン ناين)

مؤدي الصوت: كايتو إيشيكاوا
شاب غامض يملك الدهاء ومظهر هاديء، انتقل إلى طوكيو والتحق بمدرسة ثانوية جنبا إلى جنب مع اثني عشر تحت اسم «اراتا كوكونوي» (九重 新 كوكونوي اراتا، 九 تعني رقم 9). بالإضافة انه  أحد العقول المدبرة وراء «أبو الهول».
- اثني عشر (ツエルブ تسويرُبُ)

مؤدي الصوت: سوما سايتو

شاب طفولي الشخصية لكن غامض، حيث يُرى مع تسعة دوما، كما أنه من ضمن «أبو الهول». يجيد تشغيل المركبات مثل الدرجات النارية وكاسحات الجليد. هويته المدنية هي توجي هيسامي (久見 冬二 هيسامي توجي، 冬 تشبه سماعيًا كلمة 十 والتي تعني رقم 10 في الكانجي، و二 تعني الرقم 2).
- ليسا ميشيما (三島 リサ ميشيما ريسا)

مؤدية الصوت: أتسومي تانيزاكي
فتاة ترتاد  المدرسة الثانوية ذاتها التي التحق بها تسعة واثني عشر. مشاكل حياتها في كلا من المنزل والمدرسة قادتها إلى عالمهم، وتغير مصيرها للابد.
- كِنجيرو شيبازاكي (柴崎 健次郎 شيبازاكي كينجيرو)

مؤدي الصوت: شونسوكي ساكويا
- خمسة (ハイヴ هايڤُ)

مؤدية الصوت: ميغومي هان

### الشخصيات الثانوية
- كوراهاشي (倉橋)مؤدي الصوت: هادياكي تيزوكاقائد الشرطة، الذي يرأس التحقيق في التفجيرات التي سببها تسعة واثني عشر.

- هامورا (羽村)مؤدي الصوت: كيسوكي ايغاسا

- اوكانو  (岡野)مؤدي الصوت: كونبي ساكاموتو

- كينوشيتا  (木下)مؤدي الصوت: يوسوكي كواهاتا

- موكاسا (六笠)مؤدي الصوت: ميتسواكي كانوكا

- شيمادا (島田)مؤدي الصوت: يوتاكا اوياما
- هامادا(浜田) مؤدي الصوت: ياسوهيرو تاكاتو
- كايتو(加藤 كاتو)مؤدي الصوت: كي ياماغوتشي

- فوكودا (福田)مؤدي الصوت: شينباتشي تسوجي

- والدة ليسامؤدية الصوت: ايومي تسونيماتسو

- موبوكو (モブ子)مؤدي الصوت: يوكي ساتاكي

## القبول
وزارة الثقافة الصينية تحظر سلسلة الانمي، وتدّعي انه يدعو للعنف والنشاطات الاجرامية.

## وصلات خارجية
- موقع الأنمي الرسمي
- رفض الصين للانمي

إرهاب في الصدى على موقع IMDb (الإنجليزية)
- إرهاب في الصدى على موقع روتن توميتوز (الإنجليزية)
- إرهاب في الصدى على موقع نتفليكس (الإنجليزية)
- إرهاب في الصدى على موقع كينوبويسك (الروسية)
- إرهاب في الصدى على موقع قاعدة بيانات الفيلم (الإنجليزية)
- إرهاب في الصدى على موقع ANN anime (الإنجليزية)